# Konstantin Päts
Konstantin Päts (Tahkuranna, 23 de fevereiro [Calend. juliano: 11 de fevereiro] 1874 – Tver, 18 de Janeiro de 1956) foi um estadista estoniano e presidente do país de 1938 a 1940. Päts foi um dos políticos mais influentes da República da Estônia e, durante as duas décadas anteriores à Segunda Guerra Mundial, também serviu cinco vezes como Ancião de Estado do país (equivalente a presidente e primeiro-ministro). Após a invasão e ocupação soviética da Estônia em 16 e 17 de junho de 1940, Päts permaneceu formalmente no cargo por mais de um mês, até ser forçado a renunciar, preso pelo novo regime stalinista e deportado para a União Soviética, onde morreu em 1956.
Päts foi um dos primeiros estonianos a se tornar ativo na política e então iniciou uma famosa rivalidade política de quase quatro décadas com Jaan Tõnisson — primeiro por meio do jornalismo com seu jornal Teataja, depois por meio da política. Embora Päts tenha sido condenado à morte (à revelia) durante a Revolução Russa de 1905, ele conseguiu fugir para o exterior, primeiro para a Suíça e depois para a Finlândia, onde continuou seu trabalho literário. Ele retornou à Estônia (então parte do Império Russo) e teve que cumprir pena de prisão em 1910-1911.
Após a Revolução de Fevereiro de 1917, Päts chefiou o governo provincial da recém-formada Província Autônoma da Estônia, que foi forçada a passar à clandestinidade após o golpe bolchevique em novembro de 1917. Em 19 de fevereiro de 1918, Päts se tornou um dos três membros do Comitê de Salvação da Estônia que emitiu a Declaração de Independência da Estônia em 24 de fevereiro de 1918. Ele chefiou o Governo Provisório da Estônia (1918–1919), embora também tenha sido preso pelo regime de ocupação alemão por vários meses em 1918. No governo provisório, Päts também serviu como Ministro do Interior (1918) e Ministro da Guerra (1918–1919), o que o deixou responsável pela organização do exército estoniano na Guerra da Independência contra a invasão soviética russa.
Durante a década de 1920 e o início da década de 1930, Päts liderou um dos partidos de direita mais proeminentes da época – as conservadoras Assembleias de Agricultores, que acabaram se fundindo em outro partido, a União de Colonos e Pequenos Agricultores em 1932. Päts foi o presidente do Parlamento (Riigikogu) (1922–1923)  e serviu cinco vezes como ancião de Estado, um cargo equivalente ao de presidente no sistema radicalmente parlamentar da Estônia (1921–1922, 1923–1924, 1931–1932, 1932–1933 e 1933–1934). Durante seu último mandato como líder do Estado, ele organizou um autogolpe para neutralizar o movimento populista de direita Vaps. Ele foi apoiado pelo exército e pelo parlamento. Durante a "Era do Silêncio" de 1934–1938, muitas reformas foram feitas e a economia cresceu, enquanto ele adiava o retorno da ordem constitucional. Apoiado em grande parte pelo General Johan Laidoner, Comandante das Forças de Defesa da Estônia,  Päts governou como Primeiro-Ministro nas funções de Ancião do Estado (1934–1937) e Presidente-Regente (1937-1938) até que uma nova constituição foi adotada em 1938, após a qual Päts foi eleito o primeiro Presidente da Estônia. Durante sua presidência, a União Soviética stalinista invadiu e ocupou a Estônia em junho de 1940. Como presidente, ele foi forçado a assinar decretos por mais de um mês, até ser preso e deportado para a Rússia Soviética, onde morreu em 1956.

## Família

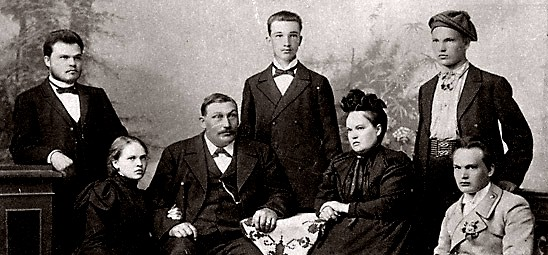
Päts com sua família (da esquerda para a direita): irmão Nikolai, irmã Marianna, pai Jakob, irmão Voldemar, mãe Olga, irmão Peeter e Konstantin Päts (extrema direita).

Os ancestrais patrilineares de Päts são originários da aldeia de Holstre, perto de Viljandi, na Estônia.  Seu pai, Jakob (Jaagup) Päts (1842–1909), era um construtor de casas de Heimtali, perto de Viljandi. A mãe de Konstantin, Olga Päts ( nascida Tumanova; 1847–1914), era órfã. De acordo com algumas fontes, ela foi criada na família Razumovsky, de língua russa (e seu pai adotivo foi prefeito de Valga, na então província da Livônia). Outras fontes indicam que ela pode ter crescido com a família Krüdener, e que o pai adotivo era seu tio, o Barão Krüdener; no entanto, é mais provável que ela tenha servido à família Krüdener mais tarde como governanta. Jakob e Olga se conheceram enquanto trabalhavam para a família Krüdener. 
Päts tinha um irmão mais velho, Nikolai (1871–1940), três irmãos mais novos – Paul (1876–1881), Voldemar (1878–1958) e Peeter (1880–1942) – e uma irmã mais nova, Marianne (1888–1947). Como sua mãe Olga foi criada como cristã ortodoxa oriental, seu pai Jakob se converteu do luteranismo para a fé ortodoxa oriental. As crianças foram todas criadas em fortes tradições ortodoxas. 
A família viveu inicialmente em Viljandi. O pai de Päts, Jakob, foi um dos fazendeiros nacionalistas estonianos que, em 1865, fez uma petição ao Imperador Alexandre II da Rússia para remover os privilégios aristocráticos (que eles consideravam opressivos) dos proprietários de terras alemães do Báltico. Após a petição, Jakob entrou em conflito com a nobreza local e em 1873 foi forçado a se mudar para Tahkuranna, perto de Pärnu. Como o pai de Päts não conseguiu encontrar um emprego em Tahkuranna, a família mudou-se para um apartamento alugado em Pärnu em 1882. Três anos depois, Jakob comprou um terreno em Raeküla, perto de Pärnu, onde inicialmente moraram em uma taverna de beira de estrada, mas construíram uma nova casa depois que a taverna pegou fogo. Jakob dividiu sua terra em lotes menores e construiu meia dúzia de novas casas no local, que eventualmente se tornou um bairro e, mais tarde, um distrito de Pärnu. 

## Biografia
Konstantin Päts nasceu em 23 de fevereiro [Calend. juliano: 11 de fevereiro] 1874 perto de Tahkuranna. Segundo as memórias dos moradores, ele nasceu em uma fazenda vizinha à beira da estrada, pois sua mãe não conseguiu chegar a tempo a um médico e não conseguiu fazer os últimos quilômetros de volta para casa.  Ele foi batizado na Igreja Ortodoxa Tahkuranna.  Konstantin iniciou sua educação na escola paroquial ortodoxa de Tahkuranna.  Em Pärnu, Konstantin frequentou a escola paroquial ortodoxa de língua russa. Mais tarde, ele frequentou o Seminário Clerical de Riga em 1887-1892, mas depois de decidir não se tornar padre, ele partiu para o colégio em Pärnu. 
De 1894 a 1898, frequentou a Faculdade de Direito da Universidade de Tartu, onde se formou como Candidato de Direito. Após a formatura, Päts serviu no 96º Regimento de Infantaria Russo de Omsk em Pskov e foi promovido a alferes.  Depois de rejeitar uma carreira acadêmica em Tartu, ele se mudou para Tallinn em 1900, para iniciar uma carreira política. 

## Carreira

### Jornalismo
Em Tallinn, Konstantin Päts começou sua carreira como assistente de advocacia de Jaan Poska, mas o trabalho não era satisfatório para Päts. Em Tartu, Jaan Tõnisson já havia fundado o seu jornal nacionalista Postimees em 1891; Päts planejava fundar o seu próprio em Tallinn. A primeira inspiração veio dos escritores Eduard Vilde e Anton Hansen Tammsaare, que não conseguiram uma licença do Ministério do Interior Russo por causa de suas visões social-democratas. Em vez disso, eles usaram a ajuda de Päts, um advogado desconhecido com filiação à Igreja Ortodoxa. 
As autoridades presumiram que Päts havia criado um jornal leal ao Império e que "uniria todos os ortodoxos estonianos"; no entanto, na realidade, seu jornal tinha um conteúdo político radical. A primeira edição do Teataja ("A Gazeta") foi publicada em 23 de outubro [Calend. juliano: 10 de outubro] 1901, iniciando uma rivalidade não apenas entre Postimees e Teataja, mas também entre Jaan Tõnisson e Konstantin Päts pessoalmente pela posição de liderança no movimento nacionalista estoniano. Ao contrário dos Postimees, mais nacionalistas e radicalmente ideológicos, Teataja enfatizou a importância da educação e do comércio para a causa nacionalista. O trabalho foi dificultado pelas rígidas políticas de censura impostas pelas autoridades governamentais do Império Russo. 

### Início da carreira política
O primeiro objetivo político de Päts era tomar o poder nas cidades, onde os alemães do Báltico ainda controlavam os governos municipais. Päts serviu como conselheiro municipal em Tallinn a partir de 1904;  e juntamente com Jaan Poska, organizou um bloco eleitoral entre estonianos e russos liberais, que conseguiu vencer nas eleições municipais de Tallinn em 1904. Päts tornou-se membro do conselho municipal; e em abril de 1905, tornou-se vice-prefeito, presidindo o conselho municipal.  Seu trabalho ativo no governo da cidade lhe deixou pouco tempo para o jornal. Devido à falta de supervisão de Päts sobre o Teataja, um grupo de revolucionários, liderado por Hans Pöögelmann, conseguiu assumir o controle da equipe do jornal e publicar artigos antigovernamentais, convocando as pessoas para uma revolução. 
Durante a Revolução de 1905, Päts já era um ativista da reforma do autogoverno, onde apoiou a autonomia nacional nas províncias do Báltico.  Com a escalada da revolução, seu jornal foi fechado e seus funcionários presos. Päts descobriu isso com antecedência e conseguiu escapar para a Suíça, apenas para descobrir que havia sido condenado à morte no Império Russo. 

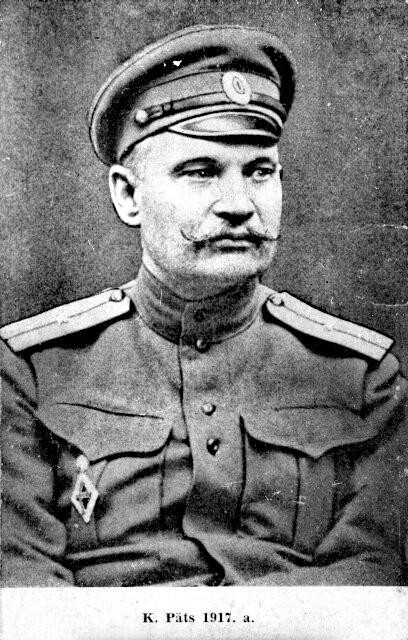
Päts como Oficial alferes em 1917

Em 1906, mudou-se para Helsinque, Finlândia, onde continuou sua carreira literária e jornalística. Grande parte de seu trabalho foi publicado anonimamente na Estônia. Ele também aconselhou municípios locais sobre questões de reforma agrária. Em 1908, Päts mudou-se para Ollila, que ficava na fronteira russa, perto de São Petersburgo. Lá, ele se tornou um dos editores do jornal estoniano Peterburi Teataja ("Gazeta de São Petersburgo"), embora ainda residisse na Finlândia. Em Ollila, ele se reencontrou com sua família, da qual havia se separado quando fugiu para a Suíça em 1905. 
Depois que sua esposa ficou gravemente doente, Päts descobriu que não estava mais condenado à morte no Império Russo. Ele retornou à Estônia em 1909, onde enfrentou apenas acusações menores. A partir de fevereiro de 1910, ele cumpriu pena na Prisão de Kresty, em São Petersburgo, enquanto sua esposa morreu de tuberculose na Suíça, para onde Päts a enviou para tratamento. Durante sua prisão, ele pôde estudar línguas estrangeiras e escrever artigos, para serem publicados em jornais.  Päts foi libertado em 25 de março de 1911. O governador do governo da Estônia queixou-se da atividade de Päts na Estônia em 1905 e implorou ao governo que não o deixasse retornar.  Ele foi proibido de viver nas províncias da Estônia e da Livônia por seis anos. No entanto, fortes ligações com Jaan Poska ajudaram-no a regressar à Estónia, onde fundou outro jornal, Tallinna Teataja ("Gazeta de Tallinn"). 
A partir de fevereiro de 1916, Päts serviu como oficial em Tallinn. Em julho de 1917, foi eleito presidente do Comitê Supremo dos Soldados Estonianos, onde trabalhou ativamente para formar unidades estonianas no Exército Imperial. Durante a guerra, ele também organizou a cooperação entre os estonianos e os proprietários rurais liberais alemães do Báltico. 

### 1917–1918: Autonomia e ocupação alemã

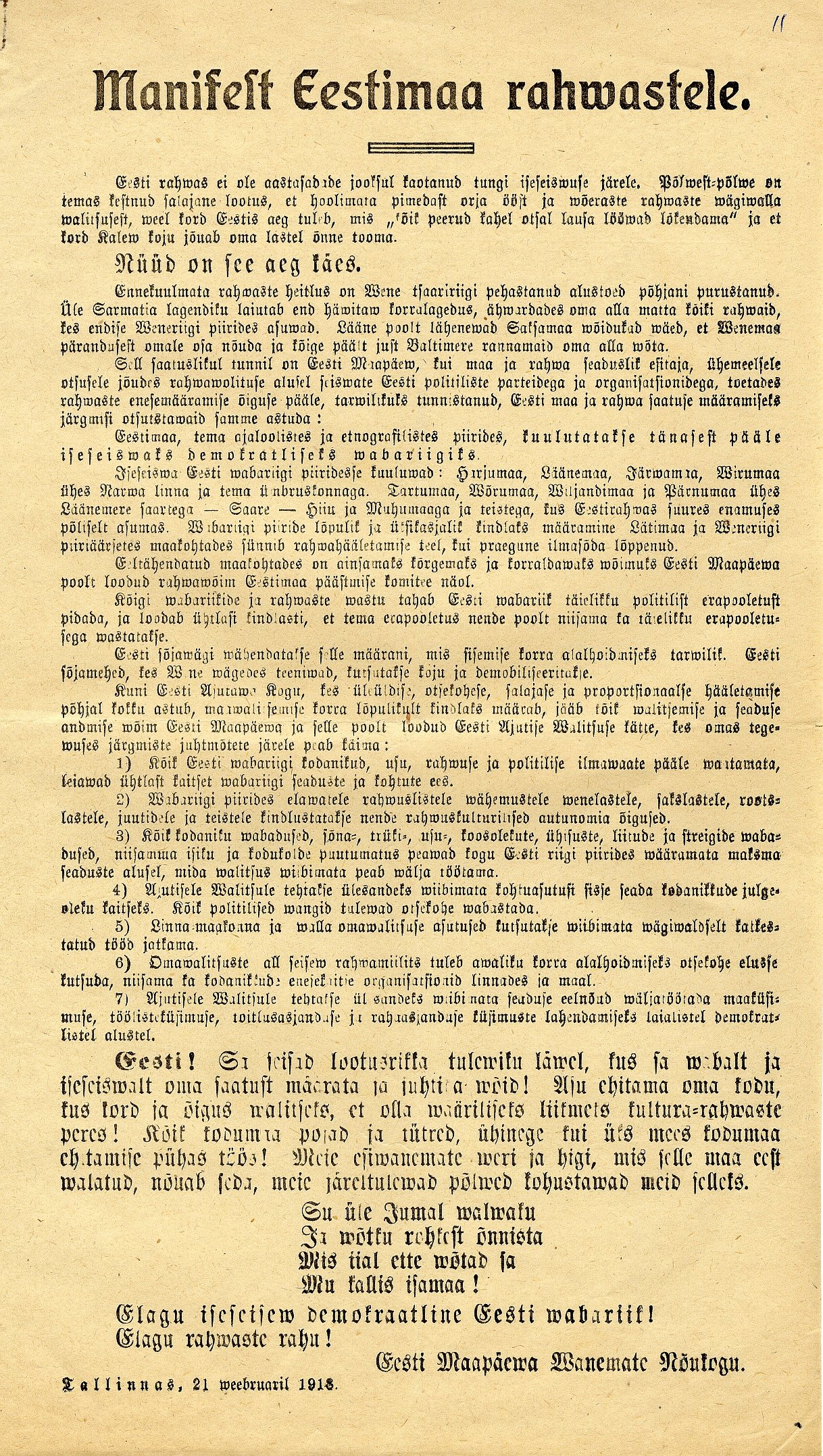
Konstantin Päts foi um dos autores da Declaração de Independência da Estônia em fevereiro de 1918.

Em 1917, quando as forças alemãs avançavam sobre a Estônia, Päts conseguiu evitar a mobilização. Como o controle após a Revolução de Fevereiro estava nas mãos do Governo Provisório Russo, os estonianos buscavam autonomia dentro do Império Russo. Nos debates locais sobre a formação de uma ou duas províncias autônomas na Estônia, Konstantin Päts, que apoiava uma única província autônoma, obteve mais uma vitória sobre Jaan Tõnisson, que apoiava duas províncias autônomas. Após os protestos em massa da Estônia em Petrogrado, o governo provisório formou o governo autônomo da Estônia em 12 de abril [Calend. juliano: 30 de março] 1917. 
A Assembleia Provincial da Estônia (Maapäev) foi eleita; Päts se juntou e se tornou uma das principais figuras da União Popular Rural da Estônia, que conquistou 13 dos 55 assentos. Políticos de esquerda e de direita conquistaram o mesmo número de assentos na Assembleia Provincial, o que dificultou a nomeação de um presidente para a assembleia. Jaan Tõnisson, de centro-direita, indicou a candidatura de Konstantin Päts, que, no entanto, perdeu por apenas um voto para o quase desconhecido Artur Vallner. A princípio, Päts optou por não aderir a nenhum dos grupos parlamentares, mas acabou por aderir ao grupo Democrata, mais à direita.  Päts substituiu Jaan Raamot como presidente do governo provincial em 25 de outubro [Calend. juliano: 12 de outubro] 1917.  Durante a Revolução de Outubro, os bolcheviques tomaram o controle da Estônia e a Assembleia Provincial foi dissolvida. Depois de não entregar documentos oficiais, Päts foi preso três vezes, até que finalmente passou à clandestinidade. 
Como o governo bolchevique na Estônia era relativamente fraco, o Conselho de Anciãos dos Maapäev declarou em 28 de novembro [Calend. juliano: 15 de novembro] 1917 que a assembleia era a única autoridade legalmente eleita e constituída na Estônia. Como até mesmo o Conselho de Anciãos era grande demais para trabalhar na clandestinidade, o Comitê Estoniano de Salvação, composto por três membros, foi formado em 19 de fevereiro de 1918; e Konstantin Päts se tornou um de seus membros. 
Com a evacuação das forças soviéticas russas, o Comitê de Salvação queria usar o interregno e declarar a independência da Estônia. Em 21 de fevereiro de 1918, uma delegação com Päts foi enviada a Haapsalu, que foi escolhida para ser o local da declaração inicial, mas eles foram forçados a retornar para Tallinn, já que as forças alemãs haviam capturado Haapsalu no mesmo dia. As tentativas de chegar a Tartu antes da ocupação alemã também falharam. 
Quando as forças soviéticas russas finalmente foram evacuadas de Tallinn e as forças alemãs estavam avançando, o Comitê de Salvação emitiu a Declaração de Independência da Estônia em 24 de fevereiro de 1918 (a declaração também foi entregue em Pärnu, onde foi proclamada em 23 de fevereiro). Imediatamente, o Governo Provisório da Estónia foi formado; e Konstantin Päts tornou-se o Presidente do Conselho de Ministros, o Ministro dos Assuntos Internos e o Ministro do Comércio e Indústria.  O cargo de Ministro do Comércio e da Indústria provavelmente permaneceu vago na realidade. 
Em 25 de fevereiro de 1918, as forças alemãs capturaram Tallinn. Konstantin Päts foi preso em 16 de junho de 1918. Ele foi enviado para vários campos de prisioneiros na Letônia, até que finalmente foi colocado em um campo em Grodno, Polônia.  Ele foi libertado no final da guerra em 17 de novembro de 1918. 
Depois que o vice-presidente do Conselho de Ministros, Jüri Vilms, morreu misteriosamente na Finlândia, Jaan Poska liderou a república clandestina. Após a rendição da Alemanha, o 2º gabinete do governo provisório de Konstantin Päts tomou posse em 12 de novembro de 1918, tornando Päts o primeiro-ministro do governo provisório e o ministro do Interior. 
Depois que Päts chegou a Tallinn e os Maapäev se reuniram, o terceiro gabinete de Päts do governo provisório foi formado em 27 de novembro de 1918, com Päts como primeiro-ministro do governo provisório e também ministro da Guerra, deixando a ele a tarefa de organizar a defesa nacional. No entanto, devido às suas múltiplas funções no governo, grande parte do trabalho no Ministério da Guerra foi delegado a oficiais superiores. 

### 1918–1920: Guerra da Independência

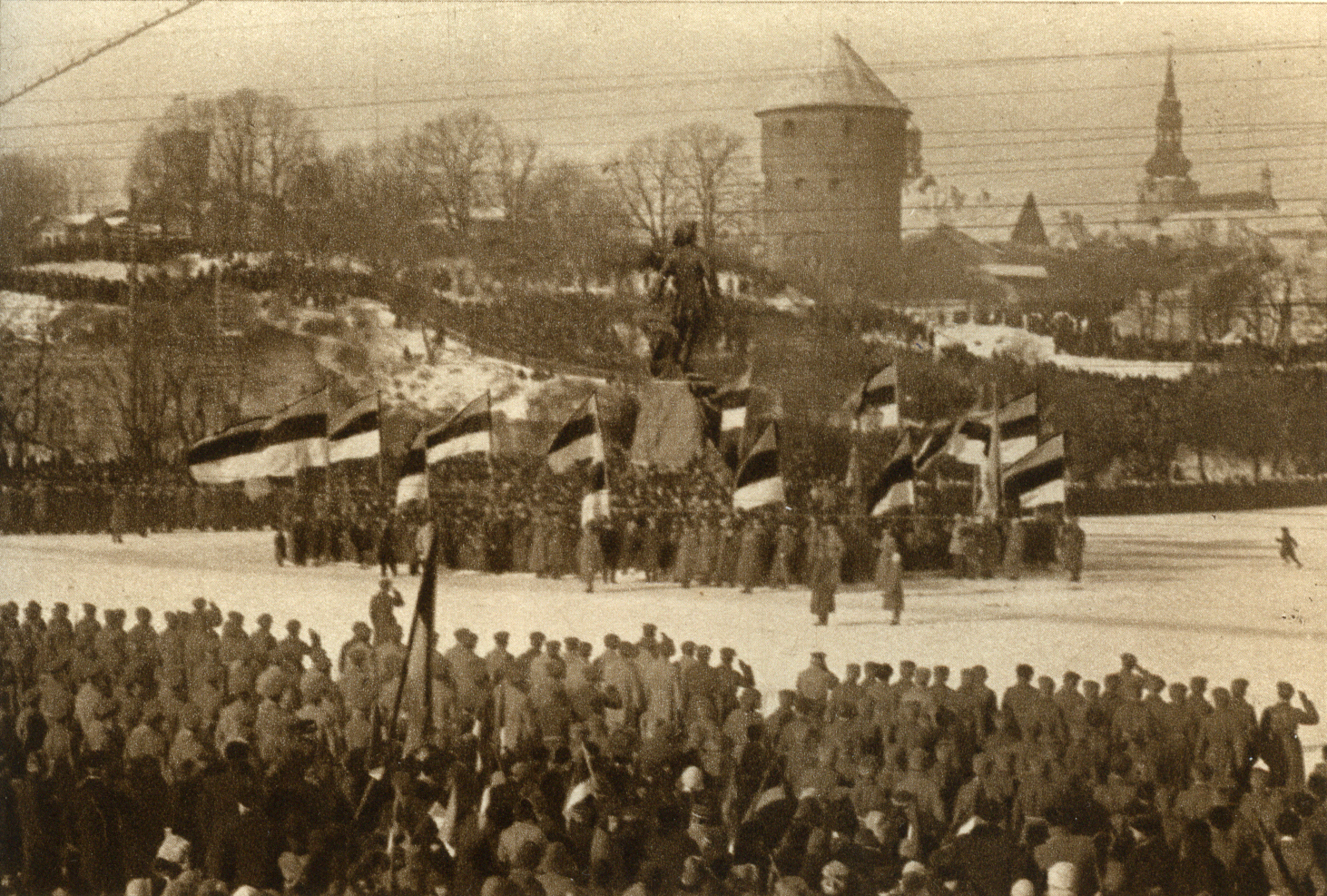
Päts fez o primeiro discurso tradicional no desfile do Dia da Independência em 24 de fevereiro de 1919.

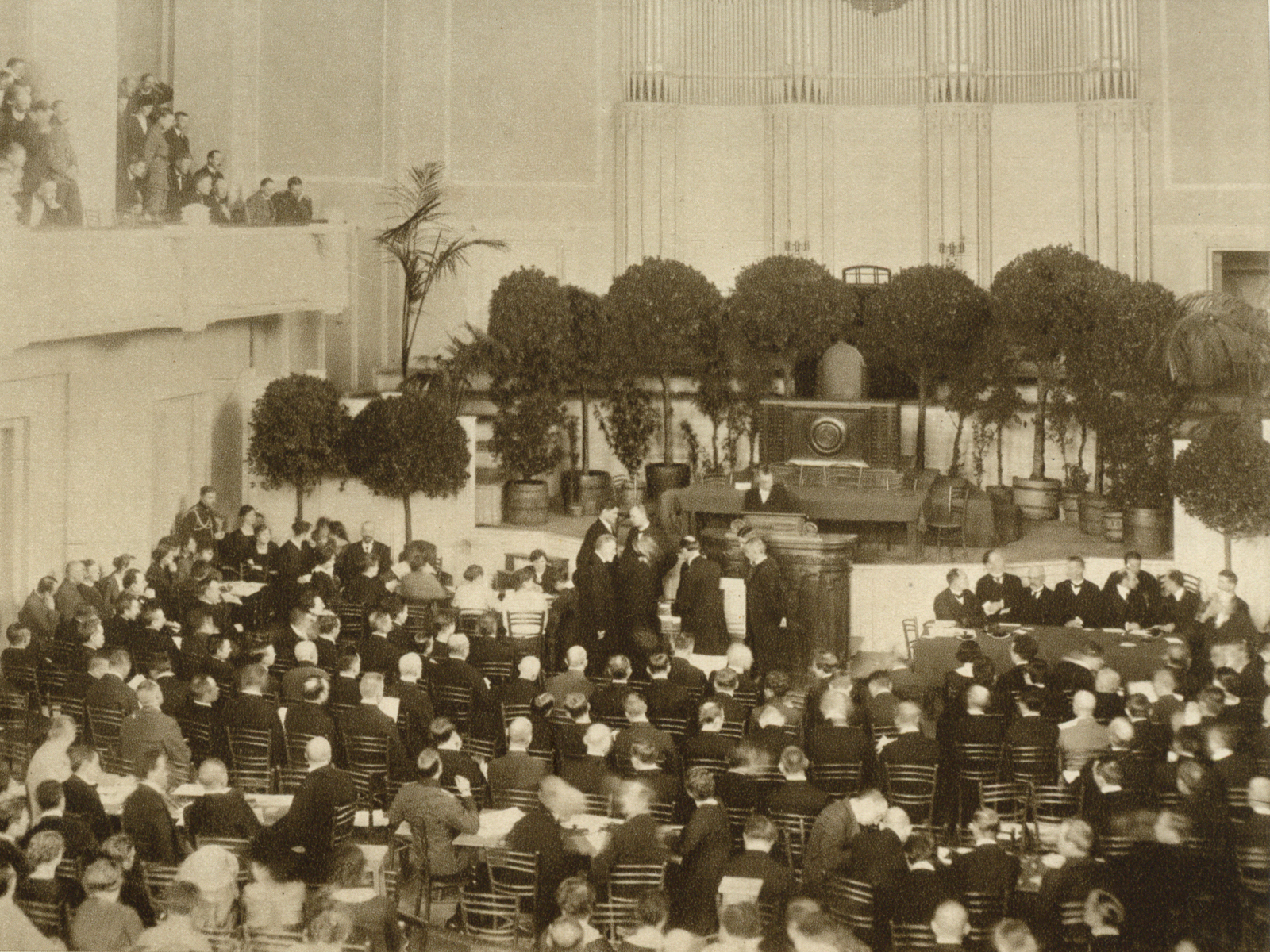
A fraca representação na Assembleia Constituinte, dominada pela ala esquerda, deixou Konstantin Päts com pouco poder na redação da lei de reforma agrária e da constituição de 1920.

Em 28 de novembro de 1918, o Exército Vermelho Soviético Russo invadiu a Estônia e conquistou a cidade fronteiriça de Narva, marcando o início da Guerra de Independência da Estônia. Em janeiro de 1919, os estonianos forçaram os bolcheviques a recuar; e em 24 de fevereiro de 1919, todo o território estoniano estava sob o controle do governo provisório. No seu discurso no desfile do Dia da Independência de 1919, Päts disse: "Temos de proteger a nossa economia para que possamos tornar-nos menos dependentes dos nossos aliados. Para evitar a falência, o nosso novo estado precisa de uma base sólida de agricultura." 
Em abril de 1919, a Assembleia Constituinte da Estônia foi eleita, mas a União Popular Rural da Estônia conquistou apenas 8 dos 120 assentos, deixando a maioria para partidos de centro-esquerda. Em 9 de maio de 1919, Otto August Strandman assumiu como primeiro-ministro. No verão de 1919, Päts se opôs à intervenção estoniana na guerra contra a Landeswehr alemã do Báltico, na vizinha Letônia, mas como ele estava na oposição e era apoiado apenas por uma pequena minoria parlamentar, o governo da época decidiu iniciar a Guerra do Landeswehr, que terminou com a vitória estoniana-letã. Após a guerra com a Rússia Soviética também ter terminado com a vitória da Estônia em 2 de fevereiro de 1920, a Assembleia Constituinte de esquerda, de maioria, adotou uma lei de reforma agrária radical e a primeira constituição, que trouxe um parlamento proporcionalmente representativo e muito fragmentado, gabinetes governamentais em rápida mudança e um chefe de estado nominal cujo cargo tinha pouco mais do que poderes cerimoniais. 

### 1918–1940: República Independente da Estônia
Em setembro de 1919, Päts formou um novo partido político, as Assembleias dos Agricultores, conservadoras e agrárias, baseadas na União do Povo Rural.  Nas eleições de 1920, o partido conquistou 21 assentos no Riigikogu de 100 membros e, de 25 de janeiro de 1921 a 21 de novembro de 1922, Konstantin Päts foi o Ancião do Estado e liderou o primeiro gabinete do governo constitucional. Era uma coalizão de centro-direita com três partidos de centro. O gabinete caiu logo após o Partido Trabalhista Estoniano de centro-esquerda deixar a coalizão por causa das políticas de direita de Päts e das críticas à corrupção dentro do Banco da Estônia. Após deixar o cargo de chefe de governo, Päts serviu como presidente do Riigikogu de 20 de novembro de 1922 a 7 de junho de 1923. 
Nas eleições de 1923, as Assembleias de Agricultores conquistaram 23 assentos. Em 2 de agosto de 1923, Päts tornou-se Ancião de Estado pela segunda vez. Uma coalizão de centro-direita semelhante com três partidos centristas durou novamente até que o Partido Trabalhista Estoniano deixou a coalizão, forçando Päts a renunciar em 26 de março de 1924. Otto August Strandman criticou abertamente Päts por seu papel na corrupção dentro do Banco da Estônia e nas políticas econômicas que dependiam do comércio com a Rússia. Päts manteve-se afastado da política do escritório durante sete anos.  O apoio ao seu partido não diminuiu. De 15 de dezembro de 1925 a 9 de dezembro de 1927, Jaan Teemant, das Assembleias de Agricultores, foi o Ancião do Estado.
Nas eleições de 1926, as Assembleias de Agricultores conquistaram novamente 23 assentos e Jaan Teemant continuou como Ancião do Estado. Já em 1927, Päts criticou os membros do Riigikogu, dizendo que eles estavam causando a instabilidade das coligações governamentais, em vez de diferenças ideológicas.  No 6º Congresso das Assembleias de Agricultores, em 1929, o partido se opôs ao governo de esquerda de August Rei e Päts, entre outros, exigiu mudanças na constituição, um parlamento menor, um gabinete presidencial separado e luta contra a corrupção. 
Nas eleições de 1929, as Assembleias de Agricultores conquistaram 24 assentos e Päts serviu seu terceiro mandato como Ancião do Estado, de 12 de fevereiro de 1931 a 19 de fevereiro de 1932. Foi uma coalizão ideologicamente ampla com o Partido Socialista dos Trabalhadores da Estônia e o Partido Popular da Estônia, de centro-direita. Em 26 de janeiro de 1932, as Assembleias de Agricultores e o Partido dos Colonos, de esquerda, fundiram-se para formar a União dos Colonos e Pequenos Agricultores, seguida apenas pela formação do Partido do Centro Nacional por quatro partidos centristas. O gabinete de Päts renunciou, tornando Jaan Teemant o novo Ancião do Estado. 
Nas eleições de 1932, a recém-formada União de Colonos e Pequenos Proprietários conquistou 42 assentos em Riigikogu e um dos líderes do partido, Karl August Einbund, tornou-se o Ancião do Estado. Em 3 de outubro de 1932, a coalizão entre a União de Colonos e Pequenos Agricultores e o Partido do Centro Nacional se desfez, com este último querendo desvalorizar a coroa estoniana durante a Grande Depressão. O próprio Päts foi um dos principais opositores da desvalorização. 
Começou uma crise governamental que durou um mês. Como havia apenas três partidos principais no parlamento, sendo o terceiro o Partido Socialista dos Trabalhadores da Estônia, nenhuma coalizão funcional pôde ser encontrada até que autoridade especial foi dada a Konstantin Päts para formar uma grande coalizão entre todos os três partidos principais. Seu gabinete tomou posse em 1º de novembro de 1932. Em 25 de novembro de 1932, o governo de Päts recebeu mais poderes do desunido Riigikogu para lidar com a crise econômica. O seu governo foi forçado a demitir-se em 18 de Maio de 1933, depois de o Partido do Centro Nacional, ainda favorável à desvalorização, ter abandonado a coligação e a União dos Colonos e Pequenos Agricultores ter perdido muitos dos seus membros para o reactivado Partido dos Colonos.  O gabinete do Partido do Centro Nacional de Tõnisson desvalorizou a coroa estoniana em 35% em 27 de junho de 1933. Embora a desvalorização tenha se mostrado bem-sucedida e tenha tido um bom impacto na economia mais tarde, sob seu próprio governo, Päts nunca reconheceu seu erro ao se opor à desvalorização. 
A falta de estabilidade do governo levou a várias novas propostas constitucionais, mas apenas a terceira proposta do populista de direita Movimento Vaps foi aceita em um referendo de 14 a 16 de outubro de 1933. Päts foi eleito em 21 de outubro de 1933 para chefiar o governo de transição não alinhado à segunda constituição. Até 24 de janeiro de 1934, ele serviu como ancião de Estado, mas depois que a nova constituição entrou em vigor, ele se tornou primeiro-ministro. A nova constituição foi um afastamento da democracia, dando muito poder ao chefe de estado (ainda chamado de "Ancião do Estado") e deixando ao Riigikogu apenas uma função consultiva. 
Tanto Päts como Tõnisson, seu antecessor como chefe de Estado, tentaram controlar o Movimento Vaps, que era visto pelos partidos democráticos como um partido nacional-socialista local que tinha de ser mantido longe do poder.  Em Agosto de 1933, o chefe de Estado Jaan Tõnisson declarou estado de emergência e censura temporária,  que só foi levantado quando o governo de transição de Päts tomou posse. 
A fraca resposta do governo só conseguiu obter apoio para o Movimento Vaps e, no início de janeiro de 1934, o movimento venceu as eleições municipais em vários municípios urbanos.  Em 27 de fevereiro de 1934, o próprio Päts impôs uma lei proibindo membros das forças armadas de participarem da política. Esta acção forçou vários milhares de membros do exército a separarem-se do Movimento Vaps. 
Päts foi um dos candidatos nas eleições presidenciais que deveriam ter sido realizadas em abril de 1934, mas o candidato do Movimento Vaps, Andres Larka, e até mesmo o tenente-general Johan Laidoner eram claramente candidatos mais populares do que Päts na opinião pública. A campanha foi acompanhada por ameaças do Movimento Vaps de tomar o poder e rumores de um golpe iminente. No início de março de 1934, o oponente político de Päts, Jaan Tõnisson, comparou o Movimento Vaps aos nazistas na Alemanha e aconselhou o governo a tomar as medidas necessárias contra o movimento.  Konstantin Päts então realizou um autogolpe em 12 de março de 1934.  Ele foi apoiado pelo general Johan Laidoner e pelo exército. 

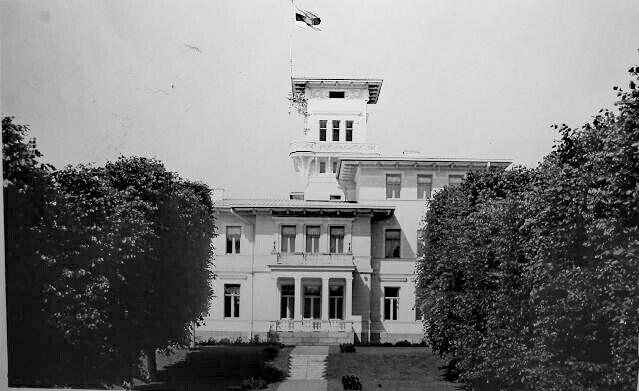
O palácio Oru em Toila foi usado como residência de verão do chefe de estado por Päts. Os edifícios foram destruídos na Segunda Guerra Mundial.

Foi declarado estado de emergência e o Movimento Vaps foi dissolvido, com cerca de 400 membros presos, incluindo o candidato presidencial Andres Larka. Johan Laidoner foi reconduzido como Comandante em Chefe do Exército.  O período que se seguiu ao autogolpe de 1934-1938 foi chamado por alguns políticos e historiadores de "Era do silêncio", que foi marcada por algum grau de autoritarismo por parte de Päts. 
Falando no parlamento em 15 de março de 1934, Päts declarou que o povo estoniano estava "cego pela propaganda do Movimento Vaps e mal-intencionado por causa disso, e o poder não poderia, portanto, estar nas mãos do povo".  Em 15-16 de março de 1934, o parlamento (Riigikogu) aprovou as ações de Päts na esperança de salvar a democracia estoniana. Päts adiou as eleições presidenciais durante o período de emergência, expressando preocupação sobre "as emoções estarem muito elevadas devido à agitação antigovernamental do Movimento Vaps". 
Em agosto de 1934, Päts nomeou Karl August Einbund como Ministro do Interior, tornando-o a terceira figura importante da época, depois de Päts e Laidoner. Em Setembro, foi criado o Departamento de Agitação e Propaganda,  em Outubro, todo o trabalho parlamentar foi suspenso após a oposição criticar as restrições políticas  e em Dezembro, foi introduzida a censura. 
Em fevereiro de 1935, a Liga Patriótica (Isamaaliit) foi formada para substituir os partidos políticos,  enquanto todas as outras organizações políticas foram suspensas em março de 1935. Päts afirmou nas suas opiniões na altura que as organizações políticas deveriam unir a sociedade, não fragmentá-la.  O estado de emergência inicial foi declarado por seis meses em março de 1934, mas depois de setembro de 1934, Päts o estendeu por um ano, num total de seis vezes.      
Päts acreditava que uma nação deveria ser organizada não por visões políticas em partidos, mas por vocação em câmaras respectivas, e uma série de instituições corporativas estatais foram então introduzidas, seguindo em grande parte o exemplo do corporativismo contemporâneo na Itália fascista. Päts já havia promovido a ideia de câmaras corporativas em 1918, mas a ideia não obteve apoio de partidos de esquerda fortes na época. Päts foi o principal proponente da formação das câmaras e as duas primeiras foram fundadas enquanto seus gabinetes de governo estavam no poder, em 1924 e 1931. Mais quinze câmaras foram criadas entre 1934 e 1936, elevando o número total para 17. 
Em 7 de dezembro de 1935, uma tentativa de golpe de estado (a "conspiração da Estônia", nomeada em homenagem ao Teatro da Estônia) pelo Movimento Vaps foi exposta. Mais de 750 pessoas foram presas em todo o estado, esmagando o movimento de forma conclusiva.  Os líderes do movimento foram rapidamente condenados a penas judiciais tão duras como 20 anos de trabalho forçado,  no entanto, foram todos perdoados dois anos mais tarde, em Dezembro de 1937. 
Enquanto isso, Jaan Tõnisson criticou a incapacidade de Päts de colocar a nova constituição em vigor. Em julho de 1935, Tõnisson foi afastado do conselho do Postimees .  Em Outubro de 1936, quatro antigos anciãos do Estado, Juhan Kukk, Ants Piip, Jaan Teemant e Jaan Tõnisson, enviaram uma carta conjunta a Päts, exigindo liberdades civis e a restauração do regime democrático.  A relutância em restaurar a democracia também causou motins estudantis em Tartu no outono de 1936, o que levou a confrontos com a polícia e à dissolução do conselho estudantil da Universidade de Tartu. 
A falta de oposição organizada durante a emergência tornou mais fácil para Päts aprovar reformas. Päts governava principalmente por meio de decretos presidenciais, porque o Riigikogu era necessário para aprovar leis reais. A economia cresceu e a infraestrutura, a indústria e a educação foram desenvolvidas. A estonização dos nomes pessoais foi apoiada, sendo o exemplo mais proeminente o do Ministro do Interior Karl August Einbund, que mudou o seu nome para Kaarel Eenpalu. 

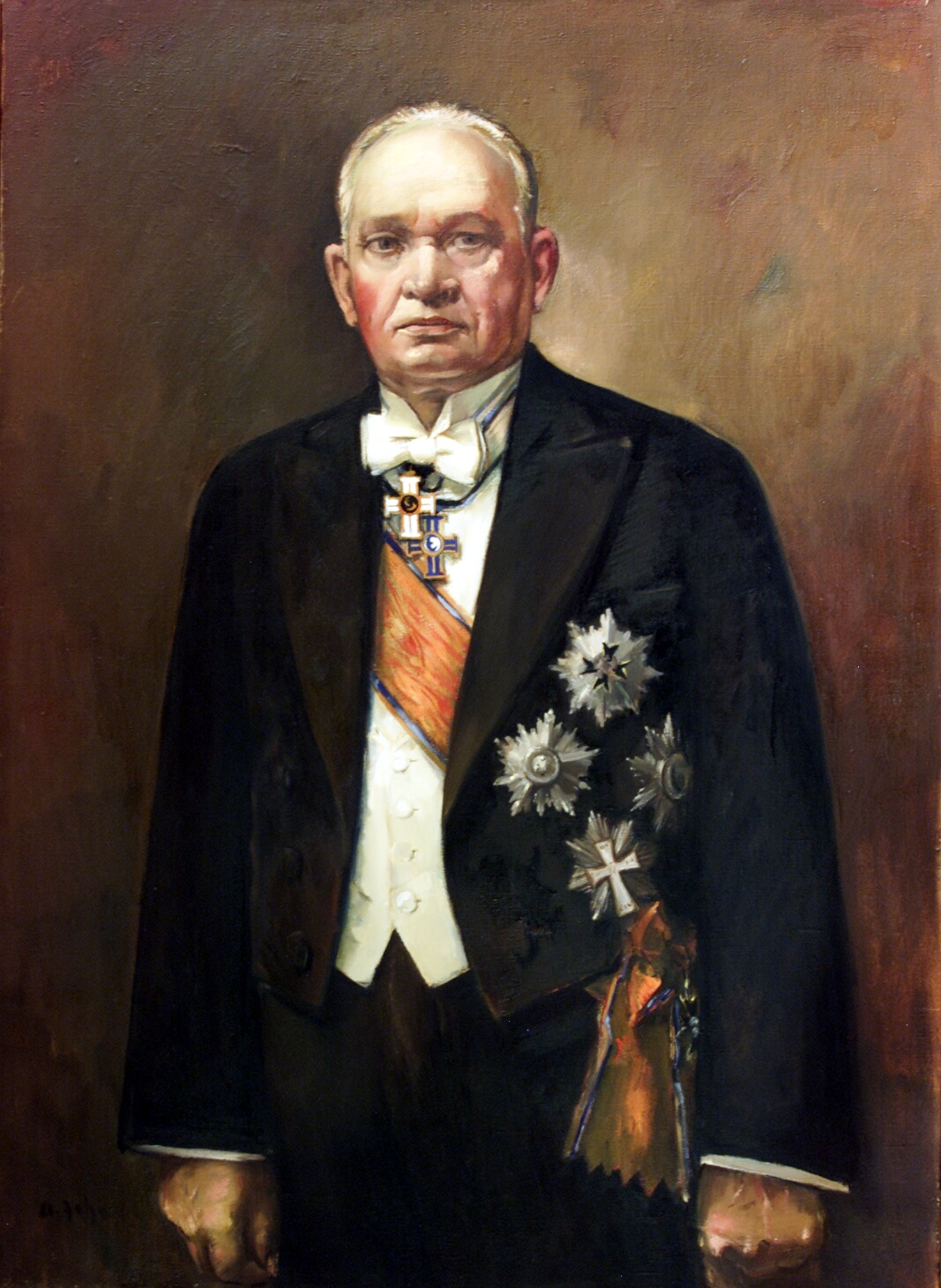
Homem com condecorações. Retrato de Päts de Andrus Johani (1936)

Päts também assinou um decreto para transferir a Suprema Corte de Tartu para Tallinn em 1935, embora todos os juízes, exceto um, tenham votado contra. Após o golpe, o Supremo Tribunal perdeu muitos dos seus poderes e não conseguiu observar a implementação dos princípios democráticos no país.  Päts também fundou o Instituto Técnico de Tallinn em 15 de setembro de 1936 como a segunda universidade na Estônia. A perda do Supremo Tribunal e de algumas faculdades na universidade reduziu definitivamente a importância de Tartu no sul da Estónia - a cidade que historicamente tinha apoiado o oponente de Päts, Jaan Tõnisson. 
Considerando a constituição de 1934 muito autoritária, Päts organizou a aprovação de uma nova constituição por meio de um referendo e uma assembleia constituinte. As câmaras corporativas deveriam ser a base para a formação da assembleia.  Sua formação foi aprovada (com 76% a favor) em um referendo em 1936. As eleições para a Assembleia Nacional de 1936 foram boicotadas pela oposição na maioria dos distritos eleitorais. 

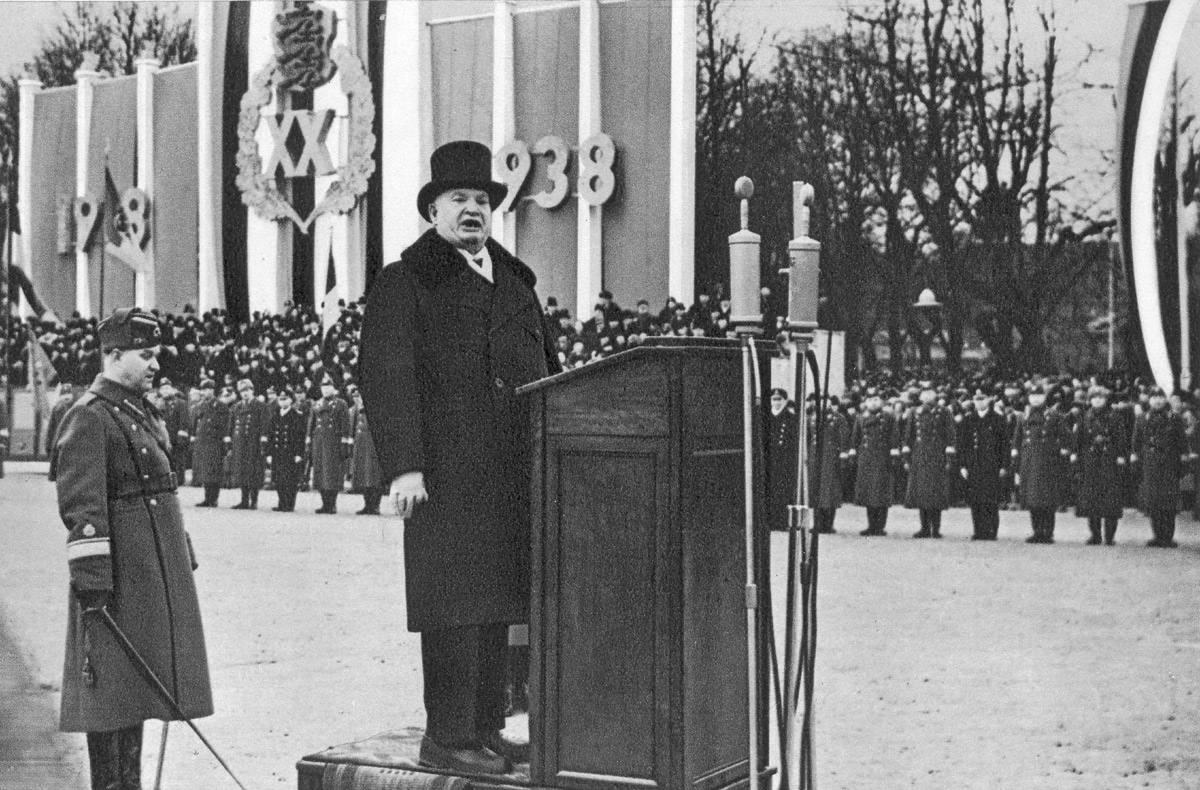
Päts discursando no 20º aniversário da República da Estônia na Praça da Liberdade, Tallinn (1938).

Em 28 de julho de 1937, a assembleia adotou a terceira constituição, baseada no projeto de Päts.  Um parlamento bicameral deveria ser eleito e o presidente deveria ser eleito pelo parlamento, não pelo povo. Em 3 de setembro de 1937, iniciou-se um período de transição de 120 dias, durante o qual Päts governou como Presidente-Regente. 
Em 1º de janeiro de 1938, a nova constituição entrou em vigor e as eleições parlamentares de 1938 foram realizadas. Candidatos da oposição foram autorizados a participar, mas receberam pouca ou nenhuma atenção da mídia. Os apoiadores de Päts na Frente Nacional para a Implementação da Constituição conquistaram 64 dos 80 assentos na câmara baixa, o Riigivolikogu . O presidente, que ainda não tinha sido eleito, também conseguiu nomear directamente para o cargo 10 dos 40 membros da câmara alta, Riiginõukogu. 
Em 23 de abril de 1938, Konstantin Päts foi eleito e nomeado candidato presidencial por ambas as câmaras do parlamento (Riigikogu), bem como pela Assembleia de Representantes Municipais. Jaan Tõnisson foi o único candidato da oposição na câmara baixa do parlamento (Riigivolikogu). Dos seus 80 membros, 65 votaram em Päts e 14 em Tõnisson. Não houve candidatos da oposição, nem eleições necessárias, na câmara alta (Riiginõukogu) e na Assembleia dos Representantes Municipais, onde Päts recebeu 36 de um total de 40 e 113 de um total de 120 votos, respectivamente.  Como ambas as câmaras do parlamento e a Assembleia de Representantes Municipais elegeram e nomearam o mesmo candidato, de acordo com a constituição, um corpo eleitoral coletivo se reuniu em 24 de abril de 1938 e votou com 219 votos a favor do candidato, Päts, e 19 votos em branco. De um total de 240, os 219 votos foram mais do que a maioria necessária de 3/5 (144 votos).  Päts fez o juramento presidencial de posse em frente ao parlamento (Riigikogu) no mesmo dia, 24 de abril de 1938, tornando-se assim o primeiro presidente da Estônia. 
Em 9 de maio de 1938, Päts nomeou Kaarel Eenpalu como primeiro-ministro. Em 5 de maio de 1938, todos os presos políticos, principalmente comunistas e membros do Movimento Vaps, receberam anistia. Não há consenso se a chamada "Era do Silêncio" terminou em 1938 com a adoção da nova constituição, ou em 1940 com a ocupação soviética. A era de 1934-1940 é geralmente também chamada de "Era Päts".  Também em 1938, uma anistia geral foi concedida aos prisioneiros políticos do Movimento Vaps e do Partido Comunista que não mataram ninguém diretamente.

### 1939–1940: Segunda Guerra Mundial, invasão soviética da Estônia

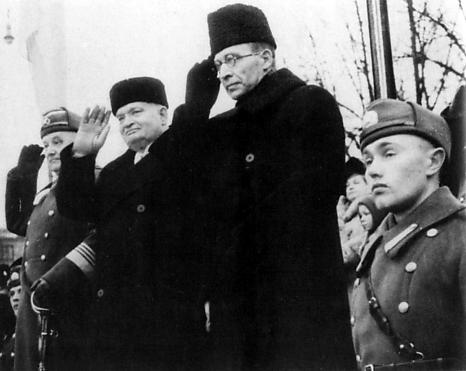
Líderes da Estônia antes da ocupação soviética, celebrando o Dia da Independência do país pela última vez, em 24 de fevereiro de 1940. A partir da esquerda, General Johan Laidoner, Presidente Konstantin Päts e Primeiro-ministro Jüri Uluots.

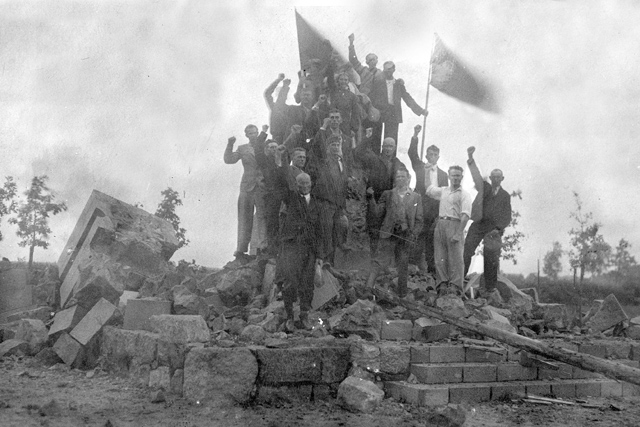
Destruição da estátua de Konstantin Päts em Tahkuranna após a invasão soviética em 1940.

Após o início da Segunda Guerra Mundial, a Estônia declarou sua neutralidade, mas foi obrigada a assinar o Tratado de Assistência Mútua Soviético-Estoniano em 28 de setembro de 1939 para permitir bases militares soviéticas e 25.000 soldados na Estônia. Em 12 de outubro de 1939, Päts nomeou Jüri Uluots como novo e moderado primeiro-ministro. 
Em maio de 1940, Päts acreditava que a melhor opção para a Estônia seria seguir as diretrizes da liderança soviética (Stalin) até a guerra germano-soviética. No caso de tal guerra, “a Estônia seria salva”.  Entretanto, em 16 de junho de 1940, a União Soviética entregou um ultimato ao governo estoniano. O governo estoniano foi forçado a aceitar o ultimato e uma invasão e ocupação soviética total de todo o território da Estônia ocorreu em 17 de junho de 1940. 
Os invasores soviéticos permitiram que Päts permanecesse no cargo, mas ele foi forçado, já em 21 de junho de 1940, a nomear um novo governo fantoche pró-soviético com Johannes Vares como primeiro-ministro. Päts tornou-se efectivamente um fantoche e, no mês seguinte, assinou quase 200 decretos emitidos pelo novo regime estalinista.  Entre outras coisas, ele assinou um decreto para alterar a lei eleitoral, permitindo que o novo regime organizasse eleições antecipadas. Este decreto para alterar a lei era inconstitucional, uma vez que a câmara alta do parlamento estoniano (Riigikogu) havia sido dissolvida e nunca se reuniu novamente. As novas eleições falsas no estilo soviético foram realizadas apenas para a câmara baixa (Riigivolikogu), com os eleitores recebendo uma única lista de comunistas e companheiros de viagem. No Dia da Vitória, em 23 de junho de 1940, Päts declarou: "a maior coisa que realizamos foi a criação do estado estoniano. A ela demos nosso amor mais forte, nossa lealdade, nosso trabalho e nossa vida". A partir de 29 de junho de 1940, Päts permaneceu em prisão domiciliar permanente.  Mesmo no início de Julho, Päts terá informado o embaixador alemão de que não acreditava que a Estónia seria sovietizada.  Em 21 de Julho de 1940, o novo "parlamento" pró-estalinista proclamou a Estónia uma "República Socialista Soviética" e afirma-se que só então Päts percebeu a essência da ocupação soviética. 

### Deportação para a Rússia Soviética e prisão
Em 21 de julho de 1940, Päts enviou seu filho Viktor para visitar a embaixada dos Estados Unidos em Tallinn e apelar por proteção e asilo nos Estados Unidos para si e sua família.  O Secretário de Estado interino dos EUA, Sumner Welles, deu permissão para a emissão de vistos diplomáticos para toda a família Päts já no dia seguinte.  Muitas fontes da era soviética afirmam que Päts renunciou ao cargo em 21 de julho de 1940. De acordo com algumas outras fontes, ele assinou o documento de renúncia em 22 de julho e a renúncia foi aprovada em 23 de julho de 1940, tornando Päts formalmente o presidente da nova "República Socialista Soviética" da Estônia por dois dias.  Independentemente da cronologia exata, o então primeiro-ministro pró-soviético Vares assumiu os poderes do presidente como "Primeiro-Ministro com deveres do Presidente" como uma mera formalidade e por apenas algumas semanas.

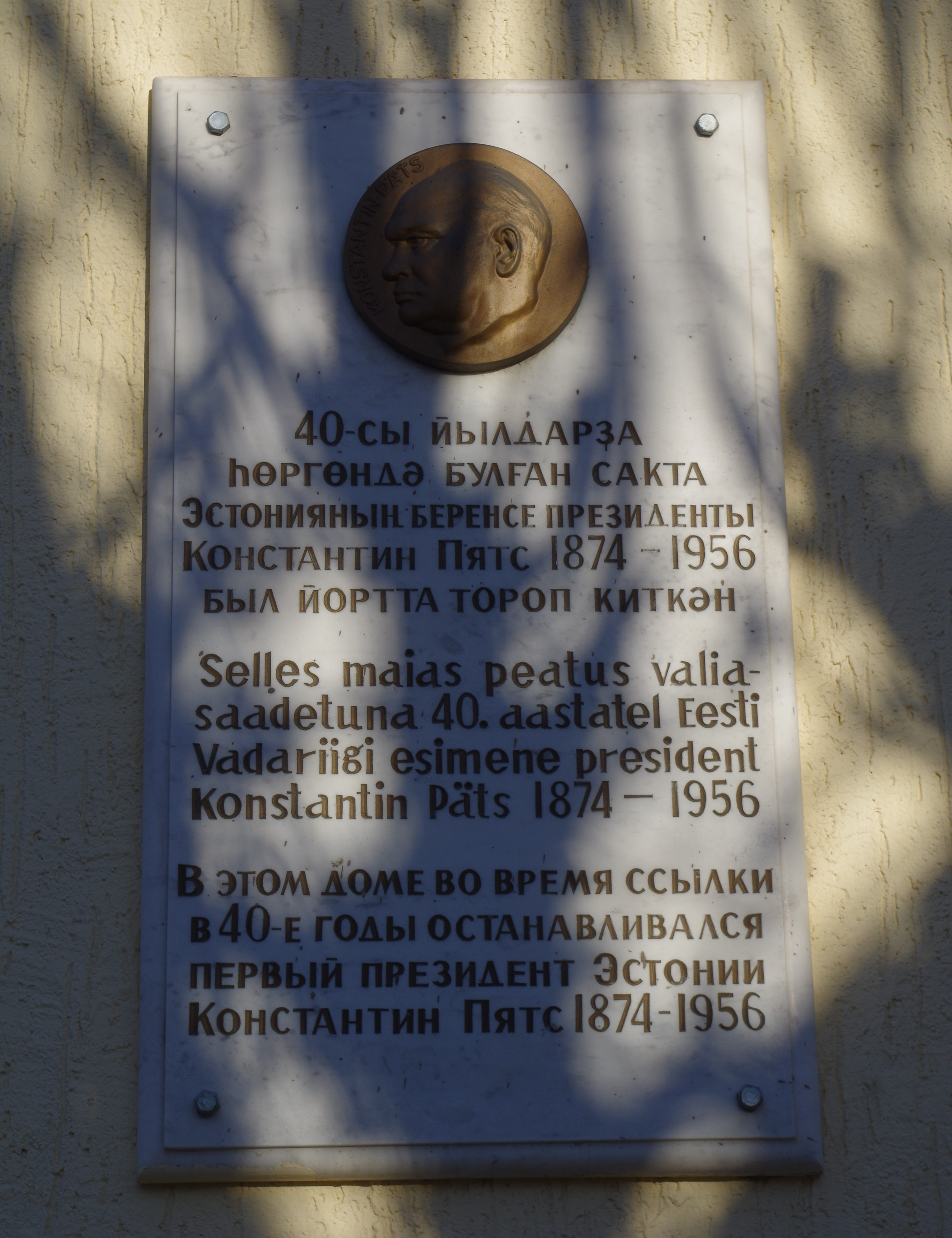
Placa memorial em Ufa, onde Päts viveu

Ou os vistos americanos chegaram tarde demais ou a família Päts permaneceu em prisão domiciliar, mas em 30 de julho de 1940, junto com seu filho Viktor, a esposa de Viktor, Helgi-Alice, e os filhos Matti e Henn, Konstantin Päts foi deportado para Ufa, Rússia, onde chegaram em 9 de agosto. Lá, eles viveram sob vigilância em um grande apartamento na Rua Komunisticheskaya, 37, por um ano. Em Ufa, Päts escreveu suas memórias de seu tempo no cargo e implorou que seus netos, sua mãe e babá fossem enviados para a Suíça ou Itália, já que seu neto Henn já estava com problemas de saúde. Após não receber resposta, ele implorou que eles fossem enviados de volta para a Estônia. Em sua ingenuidade, ele implorou para ser trocado por Ernst Thälmann, ex-líder do Partido Comunista da Alemanha, que estava preso na Alemanha. Depois disso, Päts permaneceu em silêncio, enquanto seu filho Viktor tinha certeza de que a Alemanha nazista invadiria a União Soviética e que ele logo estaria vivendo no exterior. 
A família conheceu "por acaso" um casal estoniano, ambos agentes da NKVD, em um mercado de Ufa em 29 de maio de 1941. Eles receberam um convite para ir à casa da família no dia seguinte. Após a visita, foi alegado que tanto Konstantin quanto Viktor demonstraram particular crueldade contra Josef Stalin e Vyacheslav Molotov, simpatizaram com a Alemanha e anunciaram que estavam esperando impacientemente por um ataque alemão à União Soviética. 

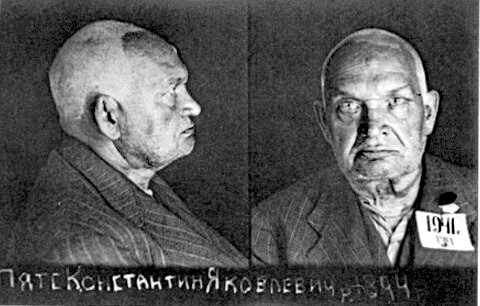
Konstantin Päts como prisioneiro soviético.

Em 26 de junho de 1941, eles foram presos e encarcerados em Ufa, e as crianças foram enviadas para um orfanato. Päts foi interrogado por horas, mas não assumiu a culpa. Mesmo em março de 1942, ele acreditava que as potências ocidentais pressionariam a União Soviética a mandá-lo para o exterior. Por fim, Päts e seu filho foram enviados para a prisão de Butyrka, em Moscou, e Helgi-Alice, para os campos de prisioneiros de Gulag, na Sibéria. Na prisão de Butyrka, Johan Laidoner era o prisioneiro N°11, Konstantin Päts N°12 e Viktor N°13.  
Em 24 de março de 1943, Päts foi enviado para tratamento forçado em hospitais psiconeuróticos, primeiro em Kazan, depois em Chistopol, na República Socialista Soviética Autônoma Tártara. Sua hospitalização psiquiátrica forçada foi justificada por sua "afirmação persistente de ser o Presidente da Estônia". Em 29 de abril de 1952, Päts foi considerado culpado de acordo com os artigos § 58-14 e § 58-10 do Código Penal, o que significava sabotagem contra-revolucionária e propaganda e agitação antissoviética e contra-revolucionária. O tratamento forçado terminou em 1954 e Päts foi enviado para um hospital de psiconeurologia em Jämejala, Estônia. O reconhecimento dos moradores locais e a atenção excessiva resultaram em seu envio para o hospital psiquiátrico de Burashevo, na região de Kalinin (hoje região de Tver), onde ele morreu em 18 de janeiro de 1956. 

## Atividades comerciais e sociais
Entre 1919 e 1933, Päts foi presidente da companhia de seguros "Estonian Lloyd". De 1925 a 1929, Päts foi presidente do conselho da Câmara de Comércio e Indústria e continuou como conselheiro honorário a partir de 1935. Ele também atuou como presidente do conselho do Harju Bank e presidente do Tallinn Exchange Committee. 
Päts foi um dos fundadores da Associação Desportiva Estoniana Kalev em 1901 e também o seu primeiro vice-presidente.  Päts foi presidente da Associação Estoniana-Finlandesa-Húngara de 1925 a 1936 e continuou como presidente honorário a partir de 1936. De 1927 a 1937, foi presidente da fundação "Fenno-Ugria". 
Päts recebeu doutorados honorários da Universidade de Tartu em 1928, da Universidade Técnica de Tallinn e da Universidade de Andhra (na Índia) em 1938, além de ser membro honorário da Sociedade Estoniana Científica em 1938 e da Academia Estoniana de Ciências em 1939. Em 1938, ele se tornou membro honorário da Sociedade Estoniana de Naturalistas e do Instituto Estoniano de Recursos Naturais. Ele também foi nomeado ex-aluno honorário do corpo estudantil Fraternitas Estica e cidadão honorário das cidades de Tallinn, Narva, Pärnu e Tartu, bem como de sua paróquia natal de Tahkuranna. 

## Relações Exteriores

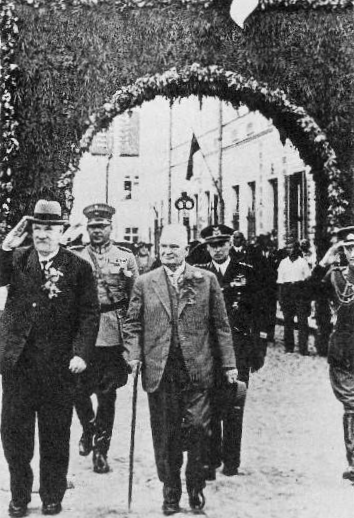
Presidente da Finlândia Pehr Evind Svinhufvud e Konstantin Päts em Narva em 1936.

Em 1918, Päts fez uma proposta informal para uma união pessoal estoniana-finlandesa. Os líderes contemporâneos da Finlândia independente não estavam suficientemente interessados na união e a ideia foi efectivamente ignorada e esquecida.  Päts ainda tinha a ideia em mente, como atesta seu chamado "testamento político", escrito em julho de 1940. Em 1922, durante seu primeiro mandato como Ancião de Estado, ele fez a primeira visita oficial de Estado da Estônia à Finlândia. Päts defendeu a "amizade familiar" com outras nações fino-úgricas, nomeadamente a Finlândia e a Hungria, e esteve no conselho que redigiu o estatuto do Congresso Mundial dos Povos Fino-Úgricos, que foi ratificado em 24 de março de 1927.  Ele também fez visitas não oficiais à Finlândia em 1931,  1935  e 1937. O presidente da Finlândia, Pehr Evind Svinhufvud, visitou Päts na Estônia duas vezes, em 1934  e em 1936. 

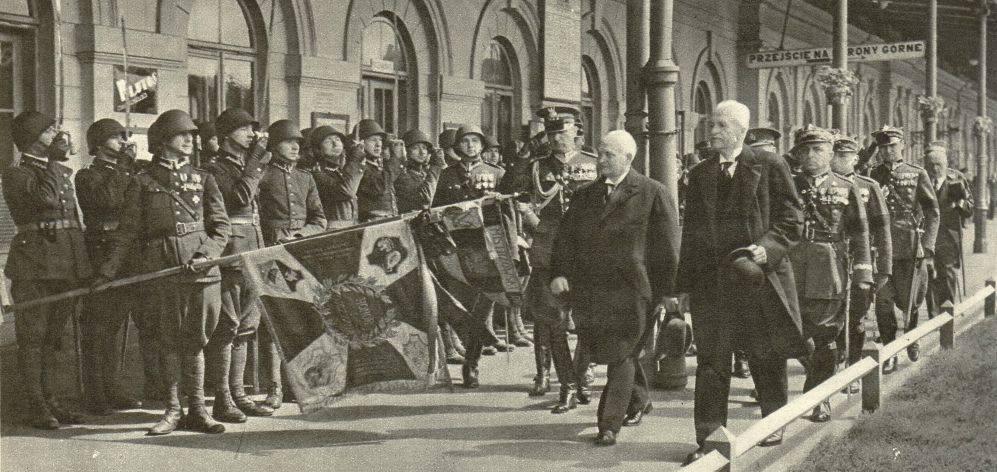
Presidente Konstantin Päts visitando o Presidente da Polônia, Ignacy Mościcki, em 1935.

Em 1933, Päts também fez uma visita de Estado à Letônia  e o tratado da Entente Báltica entre a Estónia, a Letónia e a Lituânia foi assinado em 1934. Este acordo aparentemente foi também outra tentativa malsucedida de aproximar a Finlândia da Estônia. Durante a década de 1930, autoridades estonianas e polacas fizeram várias visitas de Estado a ambos os países. 
No final da década de 1930, quando a União Soviética stalinista assumiu um interesse mais agressivo nos países bálticos, a Estônia tentou se aproximar da Alemanha em sua política externa. Esta mudança foi marcada pela nomeação em 1936 de Friedrich Akel (antigo ministro dos Negócios Estrangeiros) como embaixador da Estônia na Alemanha  Em 3 de dezembro de 1938, o governo estoniano declarou oficialmente a neutralidade do país em caso de quaisquer conflitos militares na Europa. 

## Críticas
Vários aspectos da carreira de Päts ainda estão sob debate público crítico e várias teorias foram criadas, embora muitas delas também tenham sido alvo de amplas críticas.  Por exemplo, as atividades econômicas e os contatos comerciais de Päts com a Rússia Soviética geraram críticas significativas. Em 1920-1922, a Estônia teve relações mais extensas com a Rússia Soviética do que com outros países europeus. A embaixada russa em Tallinn estava no centro das vendas de ouro russo para o Ocidente, que constituíram cerca de 4% das vendas globais de ouro naquele período. A Estônia e o Banco da Estônia receberam cerca de 2/3 das taxas de transação de pelo menos 30 milhões de rublos de ouro. As transações foram mantidas em segredo e, na maioria das vezes, apenas o Diretor do Banco da Estônia em 1920-1921 e o Ministro das Finanças em 1921-1922, Georg Westel, e o Ancião do Estado em 1921-1922, Konstantin Päts, sabiam dessas transações. 

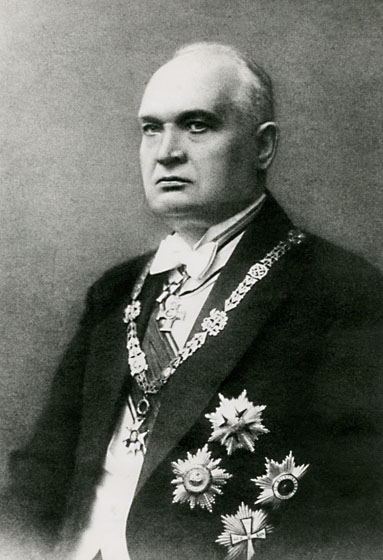
Päts em uniforme diplomático (c. 1936)

Além disso, foi o Harju Bank, que pertencia, entre outros, a Päts e Westel, que realizou muitas das vendas de ouro. Päts, Westel e outros grandes empresários, na sua maioria membros do partido dos Sindicatos dos Agricultores de Päts, foram acusados de usar o dinheiro desta transacção para seu próprio bem.  Também foi alegado que o Banco da Estônia concedeu vários empréstimos a empresas relacionadas às atividades de Päts e quase todos os outros empréstimos foram concedidos a empresas relacionadas aos membros do próprio conselho do banco e outros políticos de alto escalão. Ter grandes empréstimos também foi a razão pela qual Päts, Westel e outros políticos de alto nível não lutaram contra a hiperinflação na época. 
A troca de ouro e grandes empréstimos também impulsionaram a circulação de dinheiro na Estônia, o que criou uma ilusão para o público em geral de que a economia da Estônia e o marco estoniano estavam em boa situação. Foi somente em dezembro de 1923 que o ex-primeiro-ministro Otto Strandman, do Partido Trabalhista da Estônia, criticou o ministro das Finanças, Georg Vestel, no parlamento, por gastos incorretos do tesouro do estado. Westel foi destituído do cargo e as críticas de Strandman levaram à renúncia do segundo gabinete de Päts em 1924, levando Päts a se distanciar da política pública por sete anos. Otto Strandman tornou-se Ministro das Finanças em 1924. Ele implementou sua Nova Política Econômica (uus majanduspoliitika) de reconstrução econômica, que estabilizou o marco estoniano e separou a economia estoniana da dependência do comércio com a Rússia.  A dependência da Rússia e a hiperinflação podem ter afectado crucialmente a situação social na Estónia, especialmente à luz da tentativa de golpe de estado comunista de 1 de Dezembro de 1924. 
Embora Päts tenha sido visto por alguns como um político que "destruiu a democracia" com o autogolpe de 1934, muitos estonianos hoje entendem a ameaça que o Movimento Vaps poderia ter causado à democracia e à segurança interna e externa. Além disso, o "golpe" foi inicialmente recomendado pelo próprio oponente político de Päts, Jaan Tõnisson, e foi apoiado pelo parlamento democraticamente eleito (Riigikogu). 
De acordo com alguns historiadores, no entanto, Päts e seus aliados próximos usaram o golpe de 1934 para seus próprios ganhos pessoais e não para impedir que o Movimento Vaps tomasse o poder. Vários membros da família Päts conquistaram cargos importantes, desde áreas clericais até culturais. Outros criticaram o longo tempo que demorou a adoptar uma nova constituição, que foi de mais de três anos. 
Päts era geralmente considerado um "homem modesto" para um político. Ele foi criticado por autopromoção indevida: por exemplo, durante seu próprio governo, ele foi premiado com diversas condecorações estatais. Ele foi nomeado cidadão honorário de algumas cidades maiores da Estônia e de algumas paróquias. Durante os anos da sua presidência, as celebrações oficiais do Dia da Independência da Estónia começavam no dia anterior, no aniversário de Päts.  Päts foi também a primeira e única pessoa na Estónia entre guerras que mandou fazer e distribuir selos postais com a sua imagem, a partir de 1936. 
Em 1938, Päts criou um campo de trabalho em Harku para moradores de rua e outros "associais". 

Em 2017, um memorial a Päts foi planejado para o parque no lado sul do Castelo de Toompea, mas a presidente do país na época, Kersti Kaljulaid, criticou a decisão,  dizendo:
Embora seja verdade que as ações de todos devem ser avaliadas no contexto de seu tempo, eu também estou entre aqueles que acreditam que a Era do Silêncio teve seu papel em fazer as coisas darem tão errado para nós quanto deram. Quando o círculo de tomadores de decisão se estreita, o político não tem mais uma base forte o suficiente e isso é definitivamente um problema — era um problema naquela época também.
As ações de Päts antes e por volta da invasão e ocupação soviética da Estônia em 1940 foram questionadas. Aparentemente, em 1918, Päts recusou-se a comprometer-se com os comunistas soviéticos, mas em 1940, ele "entregou" a Estônia aos mesmos comunistas soviéticos sem muitas objeções — esta controvérsia levou a teorias de que Päts era um agente soviético, um colaborador, que considerou a invasão soviética como inevitável ou que era simplesmente mal-intencionado e não conseguiu lidar com a situação. 
Um dos mais proeminentes críticos modernos de Päts, Magnus Ilmjärv, sugeriu que a Rússia Soviética tentou, desde a década de 1920, literalmente comprar alguns dos principais políticos estonianos. Ele sugere que os soviéticos viam Päts e seu partido conservador Assembleias de Agricultores como os mais adequados. Dizem que a maneira mais fácil de influenciar Päts e seu partido foi por meio da Câmara de Comércio Estoniana-Russa. Päts tinha uma mentalidade secretamente muito voltada para a Rússia, pois cresceu em um lar onde se falava russo. Ilmjärv afirma mesmo que Päts sugeriu a federação entre a Estónia e a União Soviética à embaixada soviética em Tallinn. 
Ilmjärv afirma que Päts era contra qualquer "União Báltica" propagada pelo Ministro das Relações Exteriores da Estônia, Kaarel Robert Pusta. Há relatos de que Päts teria dito ao embaixador soviético que era contra políticos como Pusta e que desejava criar uma nova constituição que reduziria o poder do Riigikogu. Através de Päts, diz-se que a União Soviética tirou Pusta do gabinete do governo e, com ele, também acabou com as ideias de um estado báltico unido. 
Também é alegado que Päts propositalmente forneceu informações valiosas aos soviéticos quando negociou o tratado comercial entre a Estônia e a Rússia para a Estônia. Päts também apoiou a concessão dos direitos da central hidroelétrica do rio Narva à empresa alemã Siemens-Schuckert Werke, que já tinha muitos projectos na Rússia e foi influenciada por ela. 
Um sindicato petrolífero estoniano tornou-se uma empresa conjunta estoniana-soviética em 1928 e Päts foi contratado por ele como consultor jurídico em 1930. Seu salário anual era de US$ 4.000, o que era o dobro do que o Ancião de Estado ganhava e mais de oito vezes o que Päts ganhava como membro do parlamento. O propósito da empresa conjunta para os soviéticos não era supostamente relacionado a negócios, mas apenas atrair Päts. Esse salário oficial da União Soviética foi visto como o salário por sua cooperação de longo prazo com os soviéticos. Após o golpe de estado de Päts, a União Soviética aumentou a cooperação económica com as empresas estonianas. 
Outras teorias sustentam que Päts confiava nas autoridades soviéticas e fez amizade com alguns dos líderes soviéticos. Também é possível que a NKVD controlasse a saúde de Päts ou as informações que lhe chegavam.  O historiador finlandês Martti Turtola afirma que as ações de Päts estavam de acordo com as exigências da União Soviética desde a assinatura do Tratado de Assistência Mútua Soviético-Estoniano em 28 de setembro de 1939 e ele nem uma vez tentou encontrar compromissos mais adequados. 
Também é sugerido que a má saúde e a solidão de Päts não o deixaram analisar a situação de forma realista.  Além disso, sugere-se que Päts e o seu gabinete não tinham o conhecimento necessário em assuntos internacionais e que o Pacto Molotov-Ribbentrop de não agressão entre a União Soviética e a Alemanha Nazista pode ter sido um choque para o gabinete de Päts. 
Outra teoria sugere que Päts sabia da guerra que estava a eclodir entre Alemanha Nazista e a União Soviética e estava apenas à procura de uma forma de a Estónia sobreviver ao curto período entre elas.  É sugerido que Päts sabia da dificuldade da situação e tentou manter os estonianos o mais seguros possível, evitando a guerra com os soviéticos e ganhando tempo. Ao mesmo tempo em que tentava não dar à União Soviética a chance de punir os estonianos, ele também adiou continuamente a mobilização, que acabou nem mesmo ocorrendo, ao contrário do que ocorreu na Letônia e na Lituânia em 1939-1940. Segundo o direito internacional, uma guerra invalidaria o Tratado de Paz de Tartu.  Como advogado, ele também teve que entender que suas decisões não eram válidas quando forçadas por uma potência ocupante. 

## Legado

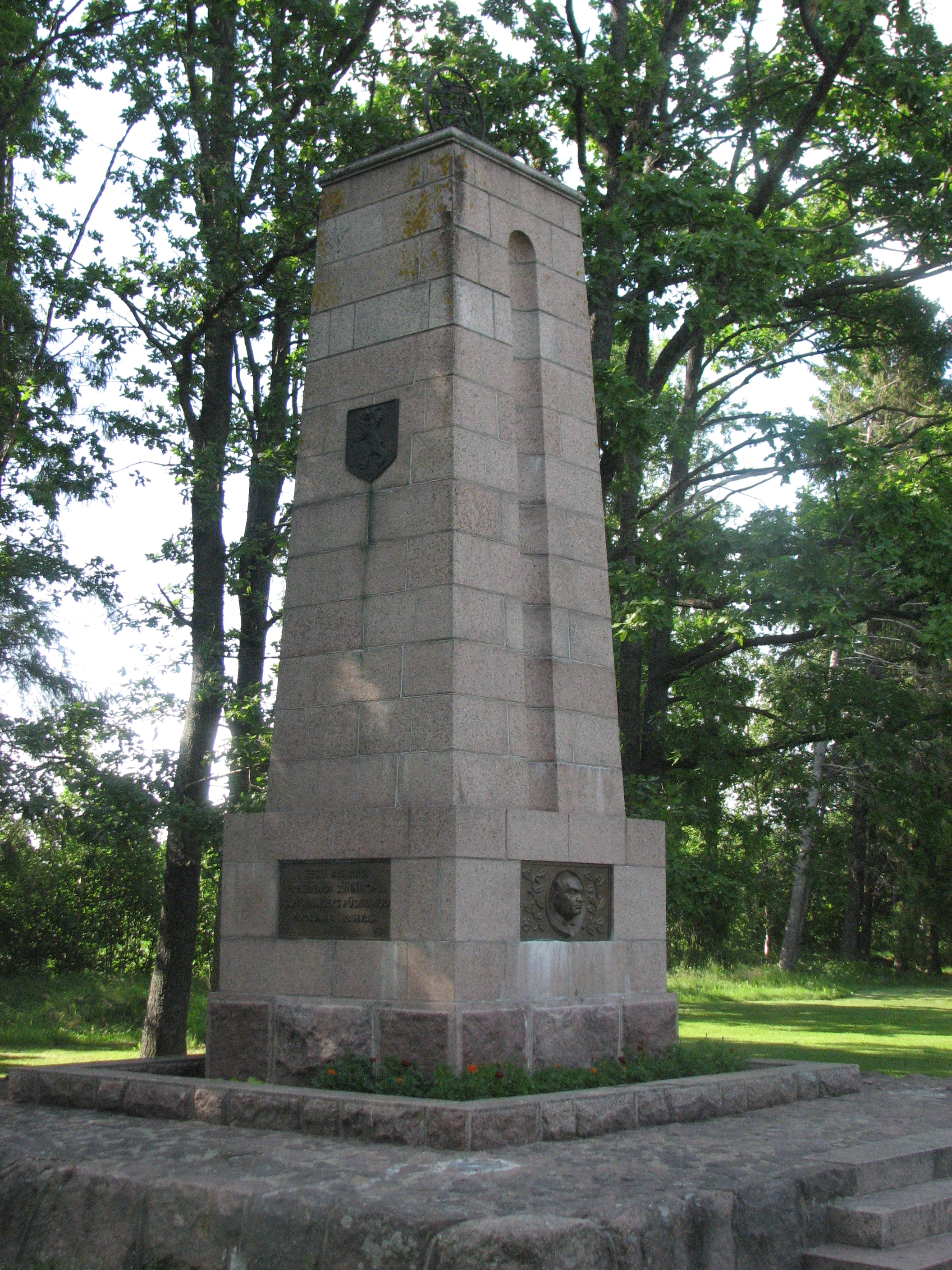
Monumento a Konstantin Päts em sua cidade natal, Tahkuranna. Erguido em 1939, foi removido pelos soviéticos em 1940. A estátua foi restaurada em 1989, exatamente cinquenta anos depois de ter sido erguida.

Konstantin Päts teve relativamente sucesso na política interna. Após adotar a constituição, seu partido esteve em todos os gabinetes do governo, exceto nos gabinetes de Friedrich Karl Akel e August Rei e no quarto gabinete de Jaan Tõnisson. Isso significa 4.017 dias (89%) no governo (de 4.497 em 1921-1933). Päts foi o próprio Ancião do Estado quatro vezes, num total de 1.476 dias (33%). Ele nunca ocupou nenhum outro cargo no governo além de chefe de governo (exceto pelas pastas ministeriais adicionais no governo provisório). 
Päts serviu como presidente do partido Assembleias dos Agricultores apenas extraoficialmente e foi considerado um mau partidário, frequentemente formando oposição dentro do partido. Por isso, ele raramente participava de suas reuniões oficiais. Somente em 1933 foi nomeado presidente honorário do partido. 
Períodos como membro do parlamento:
- 1917–1919: Assembleia Provincial da Estônia (Maapäev)
- 1919–1920: Assembleia Constituinte da Estônia
- 1920–1923: I Riigikogu
- 1923–1926: II Riigikogu
- 1926–1929: III Riigikogu
- 1929–1932: IV Riigikogu
- 1932–1934/1937: V Riigikogu

A ideologia de Päts passou por grandes mudanças durante sua carreira. Durante a Revolução de 1905, ele foi considerado um socialista, pois defendia ideias progressistas que eram consideradas socialistas na época. Durante seus anos de exílio, ele se tornou mais um liberal social, tentando usar o melhor das duas ideologias. Quando a Estónia se tornou independente, ele já era conservador e mostrou influências do estatismo durante os seus anos autoritários. 
De acordo com o direito internacional e a constituição estoniana, as ações de Päts não tiveram efeito desde o início da ocupação, ou pelo menos a partir de 21 de junho de 1940, quando Andrei Zhdanov o forçou a nomear um gabinete fantoche liderado por Johannes Vares. A posição oficial da Estônia desde o fim da era soviética tem sido que as leis aprovadas pelo gabinete Vares e promulgadas por Päts eram nulas em qualquer caso, pois não foram ratificadas pela câmara alta do parlamento, o Conselho Nacional (Riiginõukogu), conforme exigido pela constituição. O Conselho Nacional foi dissolvido logo após a ocupação e nunca foi convocado novamente. De acordo com o depoimento de Rei, sob a constituição estoniana, a Câmara dos Deputados "não tinha poder legislativo" sem o Conselho Nacional.
Legalmente, Päts permaneceu como presidente de jure até sua morte em 1956. De 1940 em diante, suas funções ativas foram para o último primeiro-ministro pré-ocupação, Jüri Uluots, que deixou Otto Tief formar um governo em 1944, antes da reocupação soviética. Após a morte de Uluots em Estocolmo em 1945, os deveres presidenciais foram para o membro mais velho do gabinete de Tief, August Rei, que formou o Governo Estoniano no Exílio em 1953. O último Primeiro-Ministro em funções de Presidente, Heinrich Mark, entregou as suas credenciais ao novo Presidente Lennart Georg Meri em 8 de Outubro de 1992. 
Vários lugares e instituições na Estônia receberam o nome de Konstantin Päts. A rua Kentmanni em Tallinn recebeu o nome de Konstantin Päts em 1939–1940 e 1941–1944  e a rua Lossi em Põltsamaa recebeu o nome dele em 1936–1940.  O internato Konstantin Päts de Tallinn foi inaugurado por iniciativa do próprio Päts para crianças com problemas respiratórios.  Durante a presidência de Päts, ele deu o nome à cultivar de rosas cremosas "Staatspräsident Päts" em sua homenagem e as flores estão sendo cultivadas no Parque Kadriorg em Tallinn, perto do palácio presidencial. 
Um museu de Konstantin Päts foi criado em 1991 no Jardim Botânico de Tallinn, onde permanece a fazenda de Päts. O museu ainda existe, mas a fazenda foi devolvida aos descendentes de Päts em 1995. 
Päts foi retratado na literatura, uma das mais conhecidas é a satírica Memórias de Ivan Orav, de Andrus Kivirähk, onde Päts é retratado como uma verdadeira pessoa do povo, que era amado por toda a nação e que era uma pessoa completamente boa. No espetáculo de sátira política de marionetes Pehmed ja karvased Päts é retratado como uma escultura de busto falante que é colocada no porão de um prédio governamental junto com outros ex-presidentes.  Períodos da vida de Päts como personagem secundário também foram retratados na série de televisão Tuulepealne maa. 

## Restos mortais

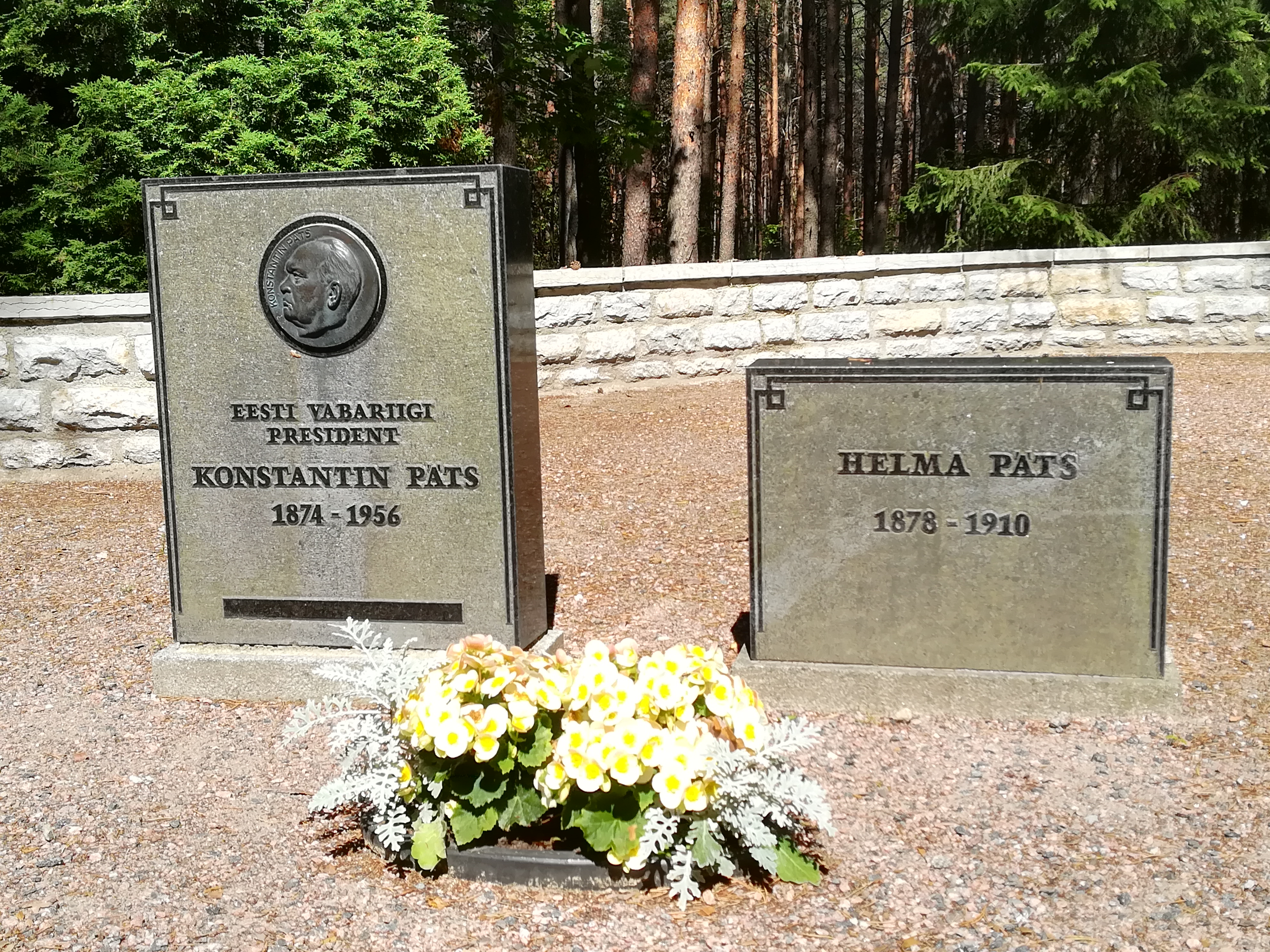
Túmulos de Konstantin e Helma Päts no cemitério Metsakalmistu de Tallinn (2019).

Em 1988, os estonianos Henn Latt e Valdur Timusk decidiram procurar os restos mortais de Konstantin Päts na Rússia. Eles chegaram à aldeia de Burashevo, 15km de Kalinin (hoje Tver), onde Päts foi paciente no hospital. Eles conheceram sua última médica, Ksenya Gusseva, que descreveu o funeral de Päts em 1956. Ela disse que Päts foi enterrado como um presidente – em um caixão, diferente de outros pacientes falecidos da época. Em 22 de junho de 1990, seu túmulo foi desenterrado e os restos mortais foram enterrados novamente no cemitério Metsakalmistu de Tallinn em 21 de outubro de 1990.   Em 2011, uma cruz comemorativa foi colocada na aldeia de Burashevo, onde Päts foi enterrado. 

## Vida pessoal

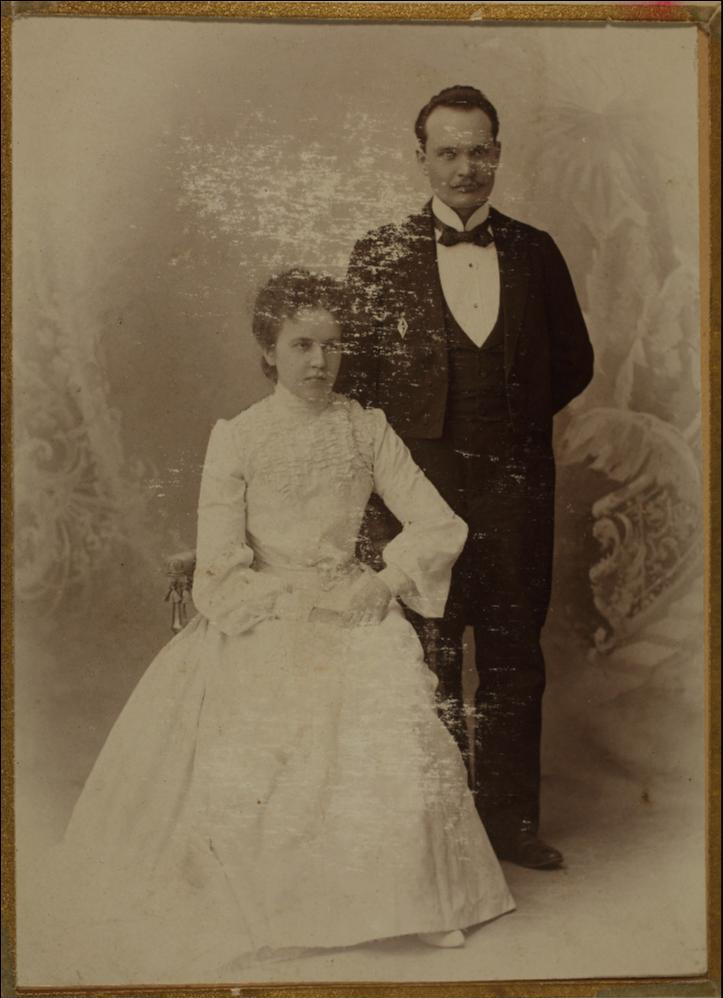
Konstantin Päts e sua esposa Helma.

Em 1901, Konstantin Päts casou-se com Wilhelma ("Helma") Ida Emilie Peedi (n. 1878), que conheceu na Escola Secundária de Pärnu. Eles tiveram dois filhos, Leo e Viktor. Konstantin deixou sua família para o exílio em 1905; e seu segundo filho nasceu enquanto ele ainda residia na Suíça. Eles se uniram quando Konstantin se mudou para Ollila, Finlândia. Sua esposa morreu de doença pulmonar em 1910, enquanto ele estava preso em São Petersburgo, e Päts nunca se casou novamente. Seus filhos foram criados pela irmã solteira de sua esposa, Johana (Johanna) Wilhelmine Alexsandra Peedi.  Konstantin Päts também teve pelo menos um afilhado. 
Päts era visto como uma pessoa gentil, capaz de fazer bons discursos e que havia crescido em uma área rural e, portanto, tinha um coração voltado para a terra. Ele tinha um interesse especial em questões relacionadas às crianças. Ele frequentemente doava dinheiro para famílias numerosas e escolas e organizava eventos para estudantes, dos quais também participava. Ele também era conhecido por fazer longas caminhadas matinais no parque Kadriorg, ao redor do Palácio Presidencial, e por conversar com os trabalhadores do parque.  Konstantin Päts tinha diabetes. 
Em 1919, Päts alugou, organizou e mais tarde comprou uma fazenda em um terreno separado de Väo Manor, nos arredores de Tallinn.  Mais tarde, ele recebeu uma fazenda, como muitos outros participantes e contribuintes da Guerra de Independência da Estônia. A sua tenda, no entanto, ficava em Kloostrimetsa, numa localização privilegiada nos arredores de Tallinn.  Atualmente localizada no Jardim Botânico de Tallinn, a fazenda foi devolvida aos descendentes de Päts. 

## Descendentes
O filho mais velho de Konstantin, Leo Päts (1902–1988), conseguiu escapar para a Finlândia em 1939. Ele acabou se mudando para a Suécia, onde morreu em 1988.  O segundo filho de Konstantin, Viktor Päts (1906–1952), morreu na prisão de Butyrka, em Moscou, em 4 de março de 1952.  Os filhos de Viktor, Henn (Enn; 1936–1944) e Matti (n. 1933-2024) foram enviados para um orfanato em 1941, mas logo foram separados. Eles se reuniam uma vez por semana, até que Henn morreu de fome nos braços de Matti em 1944. 
Todos os descendentes vivos de Konstantin Päts são filhos e netos de Matti Päts, que retornou da Rússia com sua mãe Helgi-Alice em 1946.  Helgi-Alice, no entanto, foi presa novamente em 1950 e condenada a 10 anos de prisão na RSS do Cazaquistão e retornou em 1955.  Matti Päts é diretor do Escritório de Patentes da Estônia desde 1991; ele também foi membro do Riigikogu e do conselho municipal de Tallinn. Ele foi até visto como um candidato potencial para a eleição presidencial de 2001 pela ala conservadora da União Pró-Pátria. 

## Prêmios
- 1920 – Cruz da Liberdade I/I
- 1920 – Cruz da Liberdade III/I
- 1921 – Ordem da Cruz Vermelha Estoniana III
- 1925 – Ordem do Bispo Platão I [168]
- 1935 – Ordem das Três Estrelas, 1ª Classe (Letônia) [169]
- 1926 – Ordem da Cruz Vermelha Estoniana I/I
- 1929 – Ordem da Cruz da Águia I
- 1936 – Grã-Cruz da Ordem Real de Vasa (Suécia)
- 1938 – Faixa Especial da Ordem do Brasão Nacional
- 1938 – Colar da Ordem da Estrela Branca
- 1938 – Colar da Ordem do Brasão Nacional